# Estancia (Nuovo Messico)
Estancia è un comune (town) degli Stati Uniti d'America e capoluogo della contea di Torrance nello Stato del Nuovo Messico. La popolazione era di 1 655 abitanti al censimento del 2010.

## Geografia fisica
Estancia è situata a 34°45′37″N 106°03′39″W (34.760380, -106.060748).
Secondo lo United States Census Bureau, la città ha una superficie totale di 14,94 km², dei quali 14,88 km² di territorio e 0,06 km² di acque interne (0,4% del totale).

## Storia
Estancia è indicata come una città "distrutta dai nemici" (indigeni nomadi) su una famosa mappa realizzata da don Bernardo de Miera y Pacheco nel 1779.

## Società

### Evoluzione demografica
Secondo il censimento del 2010, la popolazione era di 1 655 abitanti.

### Etnie e minoranze straniere
Secondo il censimento del 2010, la composizione etnica della città era formata dal 69,97% di bianchi, il 3,44% di afroamericani, il 5,5% di nativi americani, lo 0,3% di asiatici, lo 0,18% di oceanici, il 17,04% di altre razze, e il 3,56% di due o più etnie. Ispanici o latinos di qualunque razza erano il 47,31% della popolazione.